# Ruta nacional PE-20 A
La Carretera Lima-Tinyahuarco o Carretera Vencedores de Sángrar, oficialmente PE-20 A, es una vía transversal de penetración en el Perú que parte de la ciudad de Lima, y comunica con el departamento de Junín y Pasco. Es utilizada como ruta alterna de la Carretera Central por el noreste y principal ruta de conexión a la provincia de Canta, debido a su menor cantidad de tráfico. La carretera se encuentra parcialmente pavimentada a lo largo de sus 257 km.
Inicialmente fue una trocha carrozable, luego fue afirmada hasta que decidieron asfaltar la carretera a inicios de la década del 2010.
La construcción de la carretera fue otorgada en el 2012 a las constructoras OAS, Mota-Engil y Upaca por S/. 319 millones. Actualmente se han asfaltado 59 km y faltan 20 km por construir.

## Trayecto Actual[5][6]
Emp. PE-1N. (Dv. Trapiche) - Av. Isabel C. Ocllo - Avenida Túpac Amaru -  Carabayllo - Punchauca - Chocas  – Yangas - Dv. Sta. Rosa de Quives - Canta - Abra La Viuda - Abra La Cruzada - Huayllay – Cochamarca – Vicco - Emp. PE-3N (Villa de Pasco).

## Antiguo Recorrido
Es la continuación de la Av. Túpac Amaru.
Emp. Avenida Elmer Faucett - Carretera Canta Callao - Emp. Óvalo Canta Callao - Avenida Naranjal -  Emp. PE-1N (Ov. Naranjal) - Avenida Túpac Amaru – Carabayllo  – Yangas - Dv. Sta. Rosa de Quives - Canta - Abra La Viuda - Abra La Cruzada - Huayllay – Cochamarca – Vicco - Emp. PE-3N (Villa de Pasco).